# Ralph Alex
Ralph Alex (* 22. Mai 1963) ist ein deutscher Motorjournalist und seit 2012 Chefredakteur der auto motor und sport. Er übte diese Tätigkeit von 2012 bis 2017 zusammen mit Jens Katemann bzw. seither  mit Birgit Priemer aus.
Alex begann als Volontär und Wirtschaftsredakteur bei der Heilbronner Stimme. Im Jahr 1990 wechselte er als Redakteur zu auto motor und sport. Neun Jahre später wurde Alex stellvertretender Chefredakteur beim Weltbild Magazin in Augsburg. Nach weiteren Stationen unter anderem bei Men’s Health und bei der Auto Zeitung kehrte er 2006 zur Motor Presse Stuttgart als stellvertretender Chefredakteur bei auto motor und sport zurück.
Seine Tätigkeit bei der Autozeitschrift endete krankheitsbedingt im Februar 2021.